# Bdallophytum
Bdallophytum es un género de plantas parásitas, dioicas, endémico de regiones neotropicales, que incluye cinco especies. Parasitan especies del género Bursera.
Bdallophytum fue dispuesto previamente dentro del género Rafflesia, pero los análisis filogenéticos sobre datos moleculares indicaron ques está estrechamente relacionado al género Cytinus y se lo incluyó en la familia Cytinaceae.
El nombre del género deriva probablemente del griego antiguo bdell- "sanguijuela" y phyton "planta", aludiendo a su condición de parásita. Subsecuentemente fue erróneamente escrito como Bdallophyton por August W. Eichler, por lo que el uso de ese sinónimo también es frecuente.

## Especies
- Bdallophytum americanum
- Bdallophytum andrieuxii
- Bdallophytum bambusarum
- Bdallophytum ceratantherum
- Bdallophytum oxylepis